# Финансирование терроризма
Финанси́рование террори́зма — это предоставление средств или оказание финансовой поддержки террористам.
Большинство стран ввели меры по противодействию финансированию терроризма часто в рамках своих законов об отмывании денег. Некоторые страны и многонациональные организации создали список организаций, которых они считают террористическими, хотя единого мнения на этот счёт нет. Группа разработки финансовых мер борьбы с отмыванием денег (ФАТФ) подготовила рекомендации для членов, касающиеся противодействию финансированию терроризма. Она создала чёрный и серый списки стран, которые не предприняли адекватных действий в рамках противодействия финансированию терроризма. По состоянию на 24 октября 2019 года, в чёрном списке ФАТФ (страны, призывающие к действиям) перечислены только две страны, Северная Корея и Иран; в то время как серый список ФАТФ (другие контролируемые юрисдикции) насчитывает 12 стран: Пакистан, Багамы, Ботсвана, Камбоджа, Гана, Исландия, Монголия, Панама, Сирия, Тринидад и Тобаго, Йемен и Зимбабве.
Первоначально усилия по противодействию финансированию терроризма были сосредоточены на некоммерческих организациях, незарегистрированных компаниях, оказывающих денежные услуги (включая так называемый подпольный банкинг или «хавала»), и на криминализации самого деяния.

## История

### После терактов 11 сентября
В США Патриотический акт, принятый после терактов 11 сентября в 2001 году, даёт правительству США полномочия по борьбе с отмыванием денег, чтобы контролировать финансовые учреждения. Патриотический акт вызвал много споров в США с момента его принятия. США также сотрудничали с ООН и другими странами в создании программы отслеживания финансов террористов.
Многие инициативы по противодействию финансированию терроризма были основаны на Патриотическом акте, в частности сеть по борьбе с финансовыми преступлениями, которая специально фокусируется на отмывании денег и финансовых преступлениях.
Резолюция 1373 Совета Безопасности ООН стала контртеррористической мерой, направленной на отказ в финансировании террористических организаций и отдельных лиц.
В 2001 году был также принят закон «Объединим и укрепим Америку путем предоставления соответствующих инструментов, необходимых для перехвата и пресечения терроризма». В 2009 году закон помог заблокировать около 20 миллионов долларов, а также ещё 280 миллионов долларов, полученных от «государств — спонсоров терроризма».

## Методы, используемые для финансирования терроризма
Ряд стран и многонациональных организаций формируют списки организаций, которые они относят к террористическим, хотя нет единого мнения относительно того, какие организации туда относить. В США Управление по контролю за иностранными активами Министерства финансов имеет список государств, которые, по мнению организации, связаны с террористами. Финансовые операции, осуществляемые в интересах указанных террористических организаций, обычно запрещены.
Организации, признанные террористическими, предпринимают различные стратегии, чтобы избежать ограничения их финансирования. Например, они могут делать несколько денежных переводов вместо одного, разбивая платёж на маленькие суммы, чтобы обойти контроль, или они могут использовать людей, не имеющих криминального прошлого, для совершения финансовых операций, чтобы усложнить отслеживание переводов средств. Эти транзакции также могут быть замаскированы как пожертвования на благотворительные цели или как подарки членам семьи. Не все страны в состоянии бороться с терроризмом, поскольку корпоративным субъектам необходимо самостоятельно проверять финансовые операции. Если корпоративные субъекты не подчинены государству, к ним могут быть применены штрафы или регулирующие санкции.
Террористы и террористические организации часто используют любой источник денег, к которому они могут иметь доступ, чтобы осуществлять финансирование. Источники могут быть разными: от распространения наркотиков и нефти на чёрном рынке до открытия таких организаций, как автосалоны, компании такси и т. д. Известно, что ИГИЛ использует распределение нефти на черном рынке в качестве средства финансирования своей террористической деятельности.
Интернет является растущей современной формой финансирования терроризма, поскольку он способен сохранить анонимность финансирующего и финансируемого. Террористические организации используют пропаганду, чтобы получить финансовую поддержку от своих сторонников. Они также могут найти средства с помощью преступной деятельности в Интернете, например, путём кражи банковской информации в Сети у людей, не связанных с этими террористическими организациями. Террористические организации также используют средства благотворительности, чтобы финансировать себя. Известно, что Аль-Каида (запрещена на территории РФ) использовала Интернет для финансирования своей организации, поскольку благодаря этой платформе они могут охватить более широкую аудиторию.

### Отмывание денег
Финансирование терроризма и отмывание денег, часто связанные в законодательстве и регулировании, являются концептуальными противоположностями. Отмывание денег — это процесс, при котором деньги, полученные от преступной деятельности, представляются законными для реинтегрирования в финансовую систему, в то время как для финансирования терроризма источник средств не так важен, как то, для чего эти средства будут использоваться.
В криминалистической литературе опубликовано подробное исследование симбиотических отношений между организованной преступностью и террористическими организациями, обнаруженных в США и других странах, которые называют связующими звеньями преступности и террора. В статье Перри, Лихтенвальда и Маккензи подчёркивается важность межведомственных рабочих групп и инструментов, которые могут быть использованы для выявления, проникновения и ликвидации организаций, действующих на стыке преступности и терроризма.
Массовая контрабанда и размещение денег через предприятия, интенсивно использующие наличные деньги, — одна из типологий. Теперь они также перемещают деньги через новые системы онлайн-платежей. Они также используют связанные с торговлей схемы для отмывания денег. Тем не менее, старые системы ещё актуальны. Террористы также продолжают перемещать деньги через MSB / Хавала и посредством международныхх транзакций через банкоматы. Благотворительные организации также продолжают использоваться в странах, где меры контроля не так строги.

Саид и Шериф Куаши до того, как в 2015 году они организовали террористический акт в редакции Charlie Hebdo, использовали отмывание транзакций для финансирования своей деятельности. Примерами были перепродажа контрафактных товаров и наркотиков. 
 «Эта цепочка финансирования демонстрирует чёткую корреляцию между отмыванием транзакций и терроризмом, с использованием законных торговых площадок для ведения незаконной деятельности (в данном случае, продажи контрафактной обуви), а затем использованием вырученных средств для отмывания денег для террористов». 

### Предотвращение финансирования терроризма
В финансовом мире существует негосударственная международная организация AML CFT (англ. AML CFT CWMDF — anti-money laundering and counter-terrorist financing and counter-weapons of mass destruction financing — противодействие отмыванию денег, полученных преступным путем, противодействие финансированию терроризма и финансированию создания оружия массового уничтожения) и действует принцип KYC — ( англ. Know Your Customer или Know Your Client — «Знай своего клиента»). Операции с финансами требуют от организаций, их выполняющих, идентификации личности или компании и соблюдения законности транзакций. Однако эта методология не одобряется банками, юристами или другими профессионалами в офшорах, из-за того, что деловые и клиентские отношения могут пострадать в процессе идентификации личности. Это может повредить отношениям между долгосрочными клиентами, которым необходимо подтверждать свою личность, и уважаемыми членами общества, которые не хотят, чтобы их каждый раз запрашивали о личной идентификации. В странах, где есть законодательные ограничения на ведение финансовой деятельности и осуществляется государственный контроль за хозяйствующими субъектами, выполнение принципа KYC обычно предусматривается в контрактах.

### Подозрительная деятельность
Операция Green Quest, межведомственная целевая группа США, созданная в октябре 2001 года с официальной целью противодействия финансированию терроризма, рассматривает следующие виды деятельности в качестве индикаторов сбора и перемещения средств, которые могут быть связаны с финансированием терроризма:
- Операции по счёту, которые не соответствуют прошлым депозитам или снятиям средств, таким как наличные, чеки, электронные переводы и т. д.
- Транзакции, связанные с большим объёмом входящих или исходящих электронных переводов, без какой-либо логической или явной цели, которые проходят через вызывающие обеспокоенность страны.
- Необъяснимый клиринг или согласование чеков третьих лиц и их депозитов на счетах в иностранных банках.
- Структурирование в нескольких филиалах или в одной ветви с несколькими видами деятельности.
- Корпоративный уровень, переводы между банковскими счетами связанных лиц или благотворительных организаций без видимых причин.
- Денежные переводы благотворительных организаций компаниям, расположенным в странах, которые известны как банковские или налоговые убежища.
- Отсутствие очевидной деятельности по сбору средств, например, отсутствие небольших чеков или типичных пожертвований, связанных с благотворительными банковскими депозитами.
- Использование нескольких учетных записей для сбора средств, которые затем переводятся одним и тем же иностранным бенефициарам.
- Операции без логической экономической цели, то есть без связи между деятельностью организации и другими сторонами, участвующими в сделке.
- Перекрывающиеся корпоративные должностные лица, подписанты банков или другие идентифицируемые сходства, связанные с адресами, ссылками и финансовой деятельностью.
- Схемы дебетования наличных денег, при которых депозиты в США напрямую связаны со снятием наличных в банкоматах в странах, вызывающих обеспокоенность. Обратные транзакции такого рода также являются подозрительными.
- Выдача чеков, денежных переводов или других финансовых инструментов, часто пронумерованных последовательно, одному и тому же лицу или предприятию или же лицу или предприятию, имеющему схожее наименование.

По одной только такой деятельности было бы трудно определить, связан ли конкретный акт с терроризмом или с организованной преступностью. По этой причине эти действия должны быть рассмотрены вместе с другими факторами, чтобы определить связь с финансированием терроризма. Простые транзакции могут быть сочтены подозрительными, а отмывание денег, полученных в результате терроризма, обычно включает случаи, когда простые операции (розничные операции с иностранной валютой, международные переводы средств) раскрывают связи с другими странами, включая страны, включенные в чёрный список ФАТФ. Некоторые из клиентов могут иметь полицейское досье, особенно за торговлю наркотиками и оружием, и могут быть связаны с иностранными террористическими группами. Средства могут перемещаться через «государства — спонсоров терроризма» или страну, где существует проблема терроризма. Связь с политически значимым лицом может, в конечном счёте, быть связана с транзакцией для финансирования терроризма. Благотворительность может быть одним из звеньев транзакции. Счета (особенно студенческие), которые получают только периодические депозиты, снятые через банкомат в течение двух месяцев, и бездействующие в другие периоды, могут указывать на то, что идёт активная подготовка к террористической атаке.

## Особенности в разных странах

### Пакистан
По состоянию на 24 октября 2019 года, Пакистан входил в «серый список» ФАТФ по финансированию терроризма и выполнил только 5 из 27 пунктов действий. Ему было дано четыре месяца для выполнения оставшихся пунктов действий по предотвращению финансирования терроризма.

### Бахрейн
Бахрейн регулярно обвиняют в том, что он предпринимает очень мало мер для предотвращения потока средств для финансирования терроризма в других странах. Бахрейн признает Минбар, аффилированный с Братьями-мусульманами, в качестве законного политического игрока.

### Катар
Катар взаимодействует с боевиками, финансируя признанную в США террористической организацию ХАМАС и позволяя нескольким подразделениям Талибана сохранять свои катарские офисы.

### Саудовская Аравия
Саудовскую Аравию регулярно обвиняют в том, что она делает очень мало для предотвращения потока средств для финансирования терроризма в других странах. Саудовская Аравия сотрудничает йеменской партией аль-Ислах, аффилированной с Братьями-мусульманами.
Саудовская Аравия стремится присоединиться к ФАТФ, чтобы иметь лёгкий доступ к мировым финансовым рынкам. Тем не менее, в недавнем отчете ФАТФ отмечены серьёзные недостатки в усилиях Саудовской Аравии по борьбе с терроризмом. Зарождающееся в Саудовской Аравии финансирование терроризма стало важным источником финансирования Аль-Каиды и других террористических организаций.
В просочившейся секретной записке Хиллари Клинтон заявила, что в 2009 году королевство являлось решающим источником средств для суннитских террористических групп, включая «Аль-Каиду», «Талибан» и « Лашкаре-Тайба».
В 2019 году Европейская комиссия добавила Саудовскую Аравию вместе с рядом других стран в свой чёрный список государств, которые не смогли контролировать отмывание денег и финансирование терроризма. Саудовскую Аравию обвиняют в том, что она не предпринимала попыток контролировать огромные суммы денег, передаваемых исламистским экстремистам и террористическим группам.

### Объединенные Арабские Эмираты
Объединенные Арабские Эмираты обвинялись в том, что они являлись финансовым хабом для террористических организаций. Было установлено, что банковская система ОАЭ была причастна к атакам 11 сентября 2001 года против США, совершённым «Аль-Каидой». У террористов 11 сентября были банковские счета в ОАЭ. Выполнение теракта обошлось террористической группе примерно в 400—500 тысяч долларов, из которых 300 тысяч долларов были переведены через один из банковских счетов угонщиков в США. Движение средств осуществлялось с помощью обеих государственных банковских систем, а Аль-Каида создала сети хавала.
Согласно отчёту Комиссии 9/11, в ответ на опасения, что банковская система ОАЭ использовалась угонщиками 11 сентября для отмывания средств, в ОАЭ был принят закон, предоставивший Центральному банку в 2002 году право замораживать подозрительные счета на 7 дней без предварительного юридического разрешения. В отчёте говорится, что «банкам было рекомендовано тщательно отслеживать транзакции, проходящие через ОАЭ из Саудовской Аравии и Пакистана, и в настоящее время к ним предъявляются более строгие требования к отчётности по транзакциям и отчётности клиентов». Правительство ОАЭ с тех пор подтвердило свою позицию и политику абсолютной нетерпимости к финансированию терроризма.

### Австралия
Австралийские законы о финансировании борьбы с терроризмом включают в себя:
- Закон Уголовного кодекса 1995 года:
  - раздел 102.6 (получение средств от террористической организации или от нее);
  - раздел 102.7 (оказание поддержки террористической организации);
  - раздел 103.1 (финансирование терроризма);
  - раздел 103.2 (финансирование террориста);
  - раздел 119.4 (5) (предоставление или получение товаров и услуг для содействия совершению иностранного преступления вторжения)[33].

- Устав Акта ООН 1945:
  - раздел 20 (касающийся замораживаемых активов);
  - раздел 21 (передача актива запрещённому лицу или организации).

За эти преступление предусмотрено наказание для физических и юридических лиц согласно австралийскому и международному праву. Ответственность за судебное преследование за эти преступления в Австралии лежит на Австралийской федеральной полиции, полиции штата и директоре прокуратуры Содружества.

### Россия
В России выполняется принцип KYC в рамках реализации прежде всего Федерального закона от 07.08.2001 N 115-ФЗ «О противодействии легализации (отмыванию) доходов, полученных преступным путем, и финансированию терроризма» и «Положением об идентификации кредитными организациями клиентов, представителей клиента, выгодоприобретателей и бенефициарных владельцев в целях противодействия легализации (отмыванию) доходов, полученных преступным путем, и финансированию терроризма» (утв. Банком России 15.10.2015 N 499-П).

### Германия
В июле 2010 года Германия запретила Международную гуманитарную организацию (IHH), заявив, что использовала пожертвования для поддержки проектов в Газе, связанных с ХАМАСом, который Европейский союз считает террористической организацией .
Согласно исследованию, проведённому Институтом Аббы Эбан в рамках инициативы под названием «Инициатива Януса», Хизбалла финансируется через некоммерческие организации, такие как «Проект сирот в Ливане», немецкую благотворительную организацию для ливанских сирот. Обнаружилось, что часть своих пожертвований она жертвовала фонду, который финансирует семьи членов «Хизбаллы» совершивших теракты-самоубийства. Европейский фонд за демократию опубликовал информацию о том, что организация «Проект сирот в Ливане» напрямую направляет финансовые пожертвования из Германии в Ассоциацию ливанцев «Аль-Шахид», которая является частью сети «Хизбалла» и пропагандирует взрывы смертников в Ливане, особенно среди детей. В Германии финансовые пожертвования для «Проекта сирот в Ливане» не облагаются налогом и, таким образом, субсидируются налоговой политикой немецкого государства.
В 2018 году расследование Управления по борьбе с наркотиками США под названием «Операция Кедр» привело к аресту боевиков «Хезболлы», причастных к отмыванию миллионов евро южноамериканских наркотических средств, направляемых в Европу и Ливан. Одним из арестованных боевиков был Хасан Тараболси, гражданин Германии, управляющий бизнесом по отмыванию денег во всем мире. Тараболси представляет собой тесную связь между преступной операцией и лидерами Хезболлы.

### Индия
В Индии проводится кампания по увязке макропруденциального регулирования и политики кредитования МВФ с ключевыми положениями ФАТФ о борьбе с отмыванием денег и противодействием финансированию терроризма, чтобы значительно повысить степень соблюдения странами-членами МВФ этих вопросов, которые составляют угрозу мировой экономике. Индия также стремится увязать эту политику МВФ с юрисдикциями секретности, кибер-рисками и налоговыми убежищами.

### Испания
В феврале 2019 года Казначейство Испании через Комиссию по предупреждению отмывания денег и денежных преступлений (SEPBLAC) опубликовало свою стратегию предотвращения финансирования терроризма.

### Великобритания
Британский закон о предупреждении терроризма был принят в 1989 году. Это было сделано в большей степени для того, чтобы помочь закрыть финансирование республиканских военизированных формирований в Северной Ирландии. Источниками доходов для военизированных формирований республики были игровые автоматы, компании такси, благотворительные пожертвования и иное финансирование.

### Наднациональные организации

#### Европейский союз
Европейский союз предпринял ряд мер по борьбе с отмыванием денег и финансированием терроризма. Они включают в себя подготовку отчётов и выполнение рекомендаций: отчёт об оценке наднациональных рисков, отчёт о публично известных случаях борьбы с отмыванием денег с участием банков ЕС, отчёт группы финансовой разведки, взаимосвязь реестров счетов Центрального банка.

#### ООН
Статья 2.1 Конвенции о борьбе с финансированием терроризма 1999 года определяет преступление, связанное с финансированием терроризма, как преступление, совершенное «любым лицом», которое «любыми методами, прямо или косвенно, незаконно и умышленно предоставляет средства или осуществляет их сбор с намерением, чтобы они использовались, или при осознании того, что они будут использованы, полностью или частично, для совершения», чтобы «вызвать смерть какого-либо гражданского лица или любого другого лица, не принимающего активного участия в военных действиях в ситуации вооруженного конфликта, или причинить ему тяжкое телесное повреждение, когда цель такого деяния в силу его характера или контекста заключается в том, чтобы запугать население или заставить правительство или международную организацию совершить какое-либо действие или воздержаться от его совершения».
Совет Безопасности ООН принял резолюцию 1373 после терактов 11 сентября. Это означало, что государствам не разрешается предоставлять финансирование террористическим организациям, предоставлять им безопасные убежища и что информация о террористических группах должна передаваться другим правительствам.
В ООН был сформирован комитет, который отвечал за сбор списка организаций и людей, которые были связаны с терроризмом или подозревались в терроризме, чьи финансовые счета должны были быть заморожены, и что ни один финансовый институт не сможет вести с ними торговлю.